# آل علي منصور

تعديل مصدري - تعديل

آل علي منصور هي إحدى قرى عزلة  الوضيع بمديرية الوضيع التابعة لمحافظة أبين، بلغ تعداد سكانها 100 نسمة حسب تعداد اليمن لعام 2004.

## وصلات خارجية
- World Gazetteer:Yemen
- الجهاز المركزي للإحصاء بالجمهورية اليمنية
- المركز الوطني للمعلومات باليمن